# بخش راسون (سان خوان)
بخش راسون (به اسپانیایی: Departamento Rawson) یک منطقهٔ مسکونی در آرژانتین است که در استان سان خوآن، آرژانتین واقع شده‌است. بخش راسون ۳۰۰ کیلومتر مربع مساحت و ۱۰۷٬۰۰۰ نفر جمعیت دارد.